# هاليزية مكغريغورية
هاليزية مكغريغورية (الاسم العلمي:Halesia macgregorii) هي نوع من النباتات تتبع جنس الهاليزية من الفصيلة الإصطركية.